# النصر (جريدة جزائرية)
جريدة النصر  هي صحيفة جزائرية يومية تصدر باللغة العربية من مدينة قسنطينة عاصمة الشرق الجزائري.

## التأسيس
تأسست في 28 سبتمبر 1963 وتعربت في 1 جانفي 1972
حيث غطت تقريبا كامل التراب الوطني بالجزائر كما أنها

## وصلات خارجية
- الموقع الرسمي لجريدة النصر